# Chhataul
Chhataul – gaun wikas samiti w środkowej części Nepalu  w strefie Dźanakpur w dystrykcie Sarlahi. Według nepalskiego spisu powszechnego z 2001 roku liczył on 1209 gospodarstw domowych i 5309 mieszkańców (2475 kobiet i 2834 mężczyzn).